# Les Espions (film, 1928)
Pour les articles homonymes, voir Les Espions.
Pour plus de détails, voir Fiche technique et Distribution.
Les Espions (titre original : Spione) est un film d'espionnage muet allemand écrit et réalisé par Fritz Lang, sorti en 1928.
C'est l'adaptation du roman éponyme Les Espions de la femme de Fritz Lang, Thea von Harbou, qui est également coscénariste du film.

## Synopsis
Disposant de la technologie, d'informateurs et de taupes, Haghi mène une secrète activité à la tête d'une organisation internationale d'espionnage. L'agent No. 326 a pour mission de mettre à jour ce cercle, mais il tombe sous le charme de l'espionne russe, Sonya.
En 1927, en Allemagne, la belle espionne russe Sonja Baranikowa séduit le colonel Jellusič pour qu'il trahisse son pays au profit de son employeur, Haghi, un directeur de banque apparemment respectable, qui est en réalité le cerveau diabolique d'une puissante organisation criminelle. Jason, chef des services secrets allemands, confie la tâche de faire tomber le mystérieux Haghi à un jeune agent séduisant connu sous le seul nom de Numéro 326, qui croit que son identité est secrète. Haghi, cependant, le connaît bien et charge Sonja de se glisser dans la confidence de 326. Elle le convainc qu'elle vient de tuer un homme qui a essayé de la violer pour qu'il la cache à la police.
Haghi ne s'attend pas à ce que le couple tombe amoureux. Ne voulant pas trahir 326, Sonja s'éclipse discrètement après avoir passé l'après-midi et la soirée ensemble. Il la suit jusqu'à Jellusič, qu'il prend pour son amant alorq qu'elle le paie en réalité. Haghi soupçonne les sentiments de Sonja pour 326 et lorsqu'elle refuse d'agir contre lui, Haghi l'enferme dans une pièce de son quartier général secret.
Haghi cherche à voler un traité de paix secret nippo-britannique, qui empêchera la guerre en Orient s'il n'est pas révélé, avant qu'il n'atteigne Tokyo. Il fait chanter Lady Leslane, une opiomane, pour qu'elle trahisse ce que son mari sait des négociations. Akira Matsumoto, le chef de la sécurité japonaise responsable de la sauvegarde du traité, croise la route de 326. Lorsque 326 cherche Sonja, il trouve son appartement dépouillé et Matsumoto le trouve en train de noyer son chagrin dans un bar et l'informe qu'il aurait arrêté la femme comme espionne.
Matsumoto donne à trois coursiers un paquet scellé chacun à livrer au Japon en les informant qu'une copie du traité se trouve à l'intérieur de l'un d'eux. Haghi se procure les trois paquets et ne trouve que des journaux mais il a une autre carte dans sa manche. Matsumoto a pitié de Kitty, une jeune femme qu'il trouve blottie dans l'embrasure d'une porte pendant une tempête de pluie et il l'héberge. Lorsqu'il s'apprête à partir avec le traité, elle le supplie de passer quelques heures avec elle. Il cède, attiré par sa beauté mais lorsqu'il se réveille plus tard, elle est partie avec le traité. Ainsi déshonoré, il commet un suicide rituel.
326 retrouve Jellusič dans son pays mais il est trop tard car Haghi l'a déjà trahi et lorsqu'il est confronté à ses supérieurs, Jellusič se tire une balle dans la tête. 326 télégraphie les numéros de série des billets de banque utilisés pour payer Jellusič, que Jason transmet à l'agent no 719, travaillant sous couverture en tant que clown de cirque nommé Nemo, pour qu'il les retrouve. Lors d'un voyage en train hors du pays à la poursuite du traité volé, 326 manque de se faire tuer dans un piège tendu par Haghi. Pendant qu'il dort, sa voiture est détachée et laissée dans un tunnel. Il se réveille juste avant qu'un autre train ne le percute. Sonja, qui s'est laissé convaincre de faire sortir clandestinement le traité du pays par la promesse de Haghi de ne pas faire de mal à 326, apprend l'accident, court sur les lieux et retrouve son amour.
326 donne l'ordre d'encercler la banque de Haghi, puis envoie Sonja avec son chauffeur de confiance, Franz, pendant que lui et ses hommes cherchent Haghi. Haghi capture Sonja et Franz et lance un ultimatum à 326 : quittez le bâtiment dans les 15 minutes ou Sonja mourra. Défiant, 326 continue à chercher, même après avoir libéré un gaz incapacitant. Franz parvient à se libérer et à retenir les assassins de Haghi jusqu'à ce que 326 les retrouve. Les sbires de Haghi sont capturés, mais il n'y a aucun signe du cerveau lui-même. Un employé s'interrompt pour se plaindre à 326 et à Jason que les numéros de série qu'on lui a donnés à tracer ne correspondent pas aux billets de banque. Les deux hommes réalisent que 719 est Haghi. Lorsque Nemo/719/Haghi monte sur scène pour faire son numéro de clown, il voit qu'il est entouré d'agents armés et se tire une balle dans la tête. Le public, croyant que tout cela fait partie de son numéro, applaudit.

## Fiche technique
- Titre : Les Espions
- Titre original : Spione
- Réalisation : Fritz Lang
- Scénario : Fritz Lang et Thea von Harbou (d'après le roman de Thea von Harbou)
- Photo : Fritz Arno Wagner
- Musique : Werner R. Heymann
- Décors : Otto Hunte, Karl Vollbrecht
- Production : Erich Pommer
- Direction artistique : Otto Hunte, Karl Vollbrecht
- Pays d'origine :  République de Weimar
- Langue : muet, intertitres : allemand
- Genre : Espionnage et thriller
- Durée : 178 minutes
- Date de sortie : 1928

## Distribution
- Rudolf Klein-Rogge : Haghi
- Gerda Maurus : Sonya Barranilkowa
- Lien Deyers : Kitty, l'espionne recueillie par Masimoto
- Louis Ralph : Hans Morrier
- Craighall Sherry : Burton Jason, le chef de la police
- Willy Fritsch : no 326 / Donald Tremaine
- Paul Hörbiger : Franz, le chauffeur
- Hertha von Walther : Lady Leslane
- Lupu Pick : Dr Masimoto
- Fritz Rasp : Colonel Jellusic
- Herta von Walther : Lady Leslane
- Julius Falkenstein : le directeur de l'hôtel
- Georg John : le conducteur de la locomotive
- Paul Rehkopf : Strolch
- Hermann Valentin : le chef de la sécurité de l'hôtel
- Gustl Gstettenbaur : le garçon qui aide no 326
- Klaus Pohl : un assistant de Burton Jason
- Heinrich Gotho : un assistant de Burton Jason
- Theodor Loos : le Ministre du commerce
- Rosa Valetti : la mère de Kitty
- Grete Berger : l'infirmière de Haghi
- Hans H. von Twardowski : Vincent, le secrétaire de Jason

## Influences
- Bernard Eisenschitz, qui cite Claude Chabrol et Éric Rohmer, note que ce film a inspiré le scénario du film Les 39 Marches d'Alfred Hitchcock, qui lui emprunte plusieurs éléments : une balle mortelle est arrêtée par un livre, le dénouement et l'arrestation du coupable (nommé Haghi) qui se passent sur la scène d'un théâtre sur laquelle ce dernier se produit[1].